# Dirphia cadoui
Dirphia cadoui är en fjärilsart som beskrevs av Lemaire 1980. Dirphia cadoui ingår i släktet Dirphia och familjen påfågelsspinnare. Inga underarter finns listade i Catalogue of Life.